# Mametqul
Mametqul o Mujamed-Kuli (en ruso: Маметкул, Мухаммед-Кули, Mohammed-Kuli, fallecido en diciembre de 1618), príncipe del kanato de Siberia, hijo de Ata-Kuli y sobrino del kan Kuchum y comandante de su ejército. Desde 1585 serviría al Zarato ruso

## Biografía
Mametqul era hijo de Ata-Kuli y sobrino del kan Kuchum del kanato de Siberia. Tras el acceso al trono del kan en 1563, Mametqul, primer comandante del kan, emprendió salidas exitosas contra Perm, atacando los ostiakos y vogules subordinados al Zarato ruso, en las tierras entregadas en la Carta de Fueros de los Stróganov del 30 de mayo de 1574, para su explotación. En los tiempos de paz, Mametqul comandaba a los ulanos del kan, su guardia. Las incursiones de Mametqul provocarían la expedición de Yermak contra el kanato.
Su primer enfrentamiento con Yermak fue en julio de 1582 en Baba Hasar, encargado por Kuchum de realizar un reconocimiento rápido. Mametqul subestimó al grupo cosaco y tuvo que huir con los restos de su destacamento. Su segundo enfrentamiento tuvo lugar en el desembarco cosaco junto al cabo Chuvash en octubre del mismo año. Mametqul resultó herido por una bala de cañón de mano y fue evacuado del campo de batalla ante la derrota de su ejército, que dejaba libre el camino a Qashliq, capital del kanato. El kan Kuchum huiría asimismo del campo de batalla, refugiándose en las estepas de Baraba.
Algunos días después tendió una emboscada a un grupo de unos treinta cosacos que pescaban en el lago Abalatskoye. Los cosacos procedieron interceptando al grupo de Mametqul en el lago Kularovo (a 53 verstás de Tobolsk) el 23 de febrero de 1583, tomando a Mametqul como cautivo. 
En 1585 sería llevado a Moscú, donde Teodoro I le aceptó como vasallo a su servicio "con gran alegría" y le reconoció los feudos concedidos, estableciéndose inicialmente en las alturas de Bézhetsk. En la recepción del enviado austríaco por el zar Teodoro, Mametqul se hallaba sentado a la derecha del zar junto con el hijo del kan kirguís Uraz Muhammad Kan, Arslán Kaibulov y el príncipe Fiódor Mstislavski.
Su residencia patrimonial fue establecida en la derevnia Zaoziórskaya del uyezd de Yaroslavl. Se le otorgaba un sueldo de 200 rublos. Contaba con reconocimiento tanto por los rusos como entre los tártaros por estar al servicio del zar. Participó en la guerra ruso-sueca de 1590-1595 y en la campaña contra los tártaros de Crimea de 1598.
Tuvo dos esposas: Alma-bike, hija del kan Arslán y Fátima Sultán, y Ay-hanysh, hermana del kan Uraz Muhammad Kan. Murió en 1618 Fue enterrado en Kasímov en el cementerio Staroposádskoye.